# Dieida ledereri
Dieida ledereri is een vlinder uit de familie van de houtboorders (Cossidae). De wetenschappelijke naam van deze soort is voor het eerst voorgesteld als Stygia ledereri door Otto Staudinger in een publicatie uit 1871.
De soort komt voor in Georgië, Azerbeidzjan, Turkije, Syrië, Israël, Irak, Iran en Afghanistan.